# Gunnera sanctae-marthae
Gunnera sanctae-marthae är en gunneraväxtart som beskrevs av L.E. Mora-osejo. Gunnera sanctae-marthae ingår i släktet gunneror, och familjen gunneraväxter. Inga underarter finns listade.